# Križišće
Križišće is een plaats in de gemeente Kraljevica in de Kroatische provincie Primorje-Gorski Kotar. De plaats telt 99 inwoners (2001).